# Stacja Badawcza Centrum Archeologii Śródziemnomorskiej Uniwersytetu Warszawskiego w Kairze

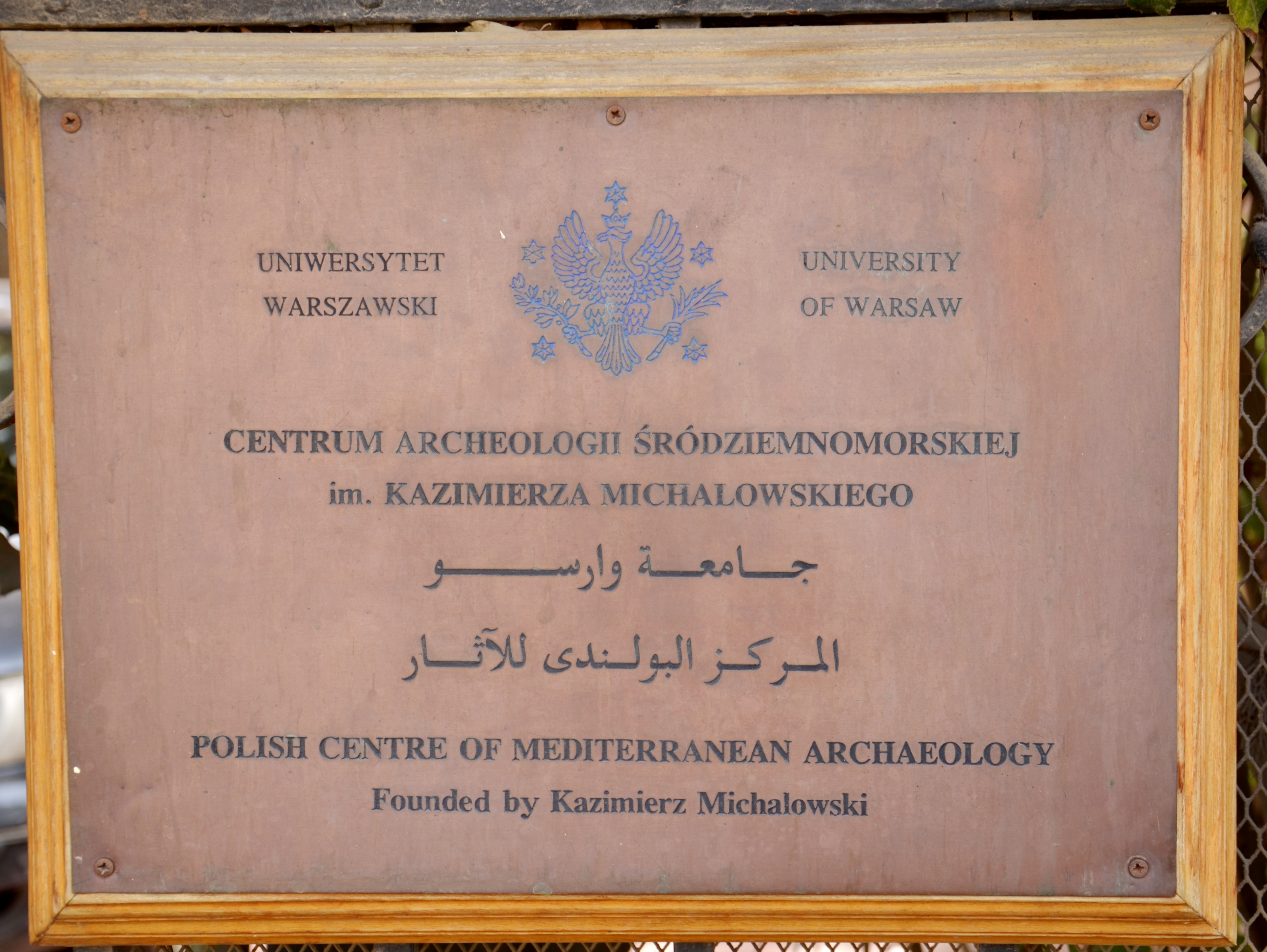
Tabliczka na ogrodzeniu Stacji Badawczej CAŚ UW w Kairze

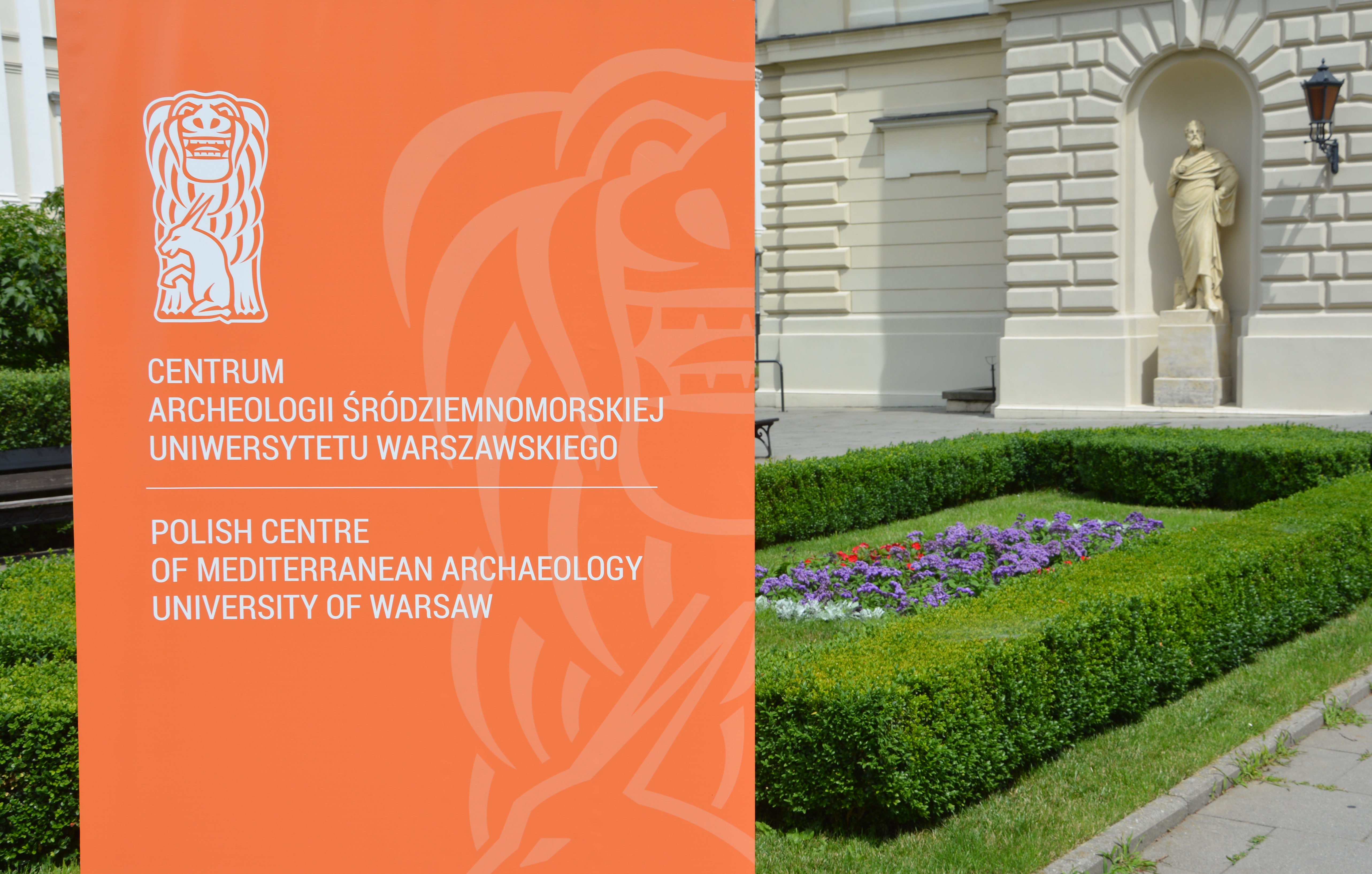
Ikona w logo Centrum Archeologii Śródziemnomorskiej UW to wizerunek lwa z reliefu odkrytego przez misję CAŚ UW w Palmyrze

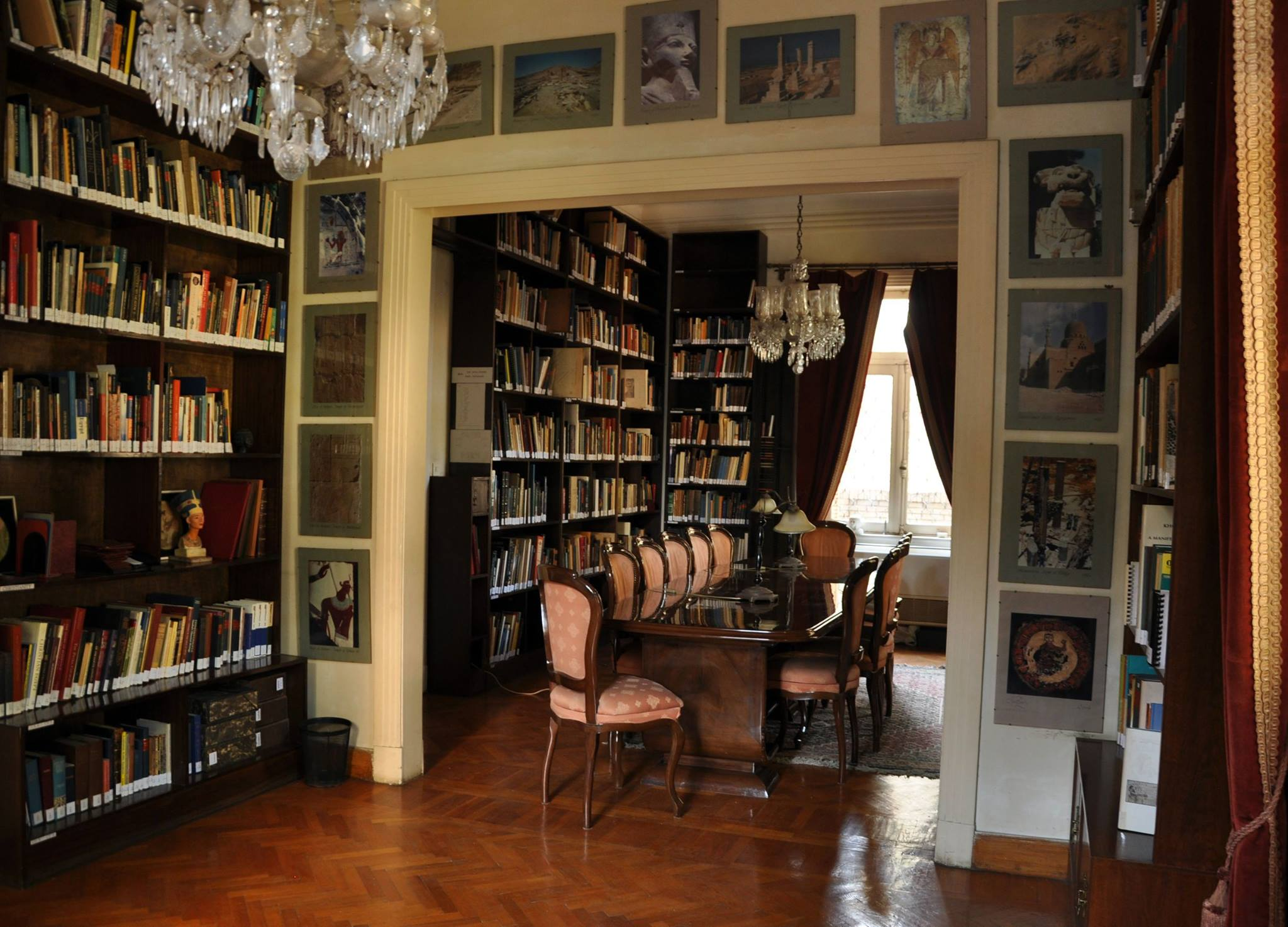
Księgozbiór podręczny Stacji

Stacja Badawcza Centrum Archeologii Śródziemnomorskiej Uniwersytetu Warszawskiego w Kairze (ang. Polish Centre of Mediterranean Archaeology UW, Research Centre in Cairo – PCMA RC Cairo, arab. ‏مركز البحوث بالقاهرة، المركز البولندي لآثار منطقة البحر الأبيض المتوسط جامعة وارسو‎, Markaz al-Buhus bi Al-Kahira, Al-Markaz al-Bulandi li al-Asar Mintakat al-Bahr al-Abjad al-Mutawassit Dżami’at Warsu) – jedyna polska jednostka naukowa w Afryce i na Bliskim Wschodzie, działająca nieprzerwanie od 1959 roku. Misją Stacji, będącej jednostką Uniwersytetu Warszawskiego, jest zapewnienie wsparcia polskim naukowcom i studentom oraz budowa potencjału polskich badań w regionie, w szczególności w dolinie Nilu.

## Historia
Obecność polskich archeologów w Egipcie sięga dwudziestolecia międzywojennego. W 1937 roku prof. Kazimierz Michałowski, uznawany za twórcę polskiej szkoły archeologii śródziemnomorskiej, rozpoczął wykopaliska w Edfu. Badania prowadzono w ramach współpracy Uniwersytetu Warszawskiego z Francuskim Instytutem Archeologii Orientalnej w Kairze (IFAO). Po trzech sezonach badania zostały zawieszone przez wybuch II wojny światowej. Mimo napiętej sytuacji politycznej w regionie bliskowschodnim po dwóch dekadach polscy naukowcy powrócili do Egiptu. W 1956 roku otrzymali koncesję na badania w Tall Atrib na przedmieściach Banha. Ze względu na kryzys sueski przystąpiono do prac w kolejnym roku. Z początku opracowania dokumentacyjne odbywały się w prywatnych mieszkaniach.
W 1959 roku prof. Michałowski założył Stację Archeologii Śródziemnomorskiej Uniwersytetu Warszawskiego w Kairze, działającą nieprzerwanie od tego czasu. Stała polska baza archeologiczna miała sprostać piętrzącym się zadaniom: koordynacji badań na nowych stanowiskach, opracowaniu do druku publikacji wykopaliskowych oraz udziale polskich naukowców w międzynarodowym programie ochrony zabytków Nubii.
W 1960 roku rozpoczęły się polskie badania archeologiczne w Aleksandrii. W latach 1961–1964 polscy archeolodzy pod kierunkiem prof. Kazimierza Michałowskiego wzięli udział w „kampanii nubijskiej” – międzynarodowej ekspedycji do Nubii pod patronatem UNESCO, by uratować zabytki kultury nubijskiej, zanim teren zostanie zalany w związku z utworzeniem sztucznego jeziora Nasera. Prasa światowa pisała o polskich odkryciach w Faras, że Polacy wyciągnęli najlepszy los na loterii nubijskiej. Podczas pierwszego sezonu wykopalisk w Faras, władze egipskie zwróciły się do Kazimierza Michałowskiego o dokończenie restauracji najwyższego tarasu świątyni Hatszepsut w Luksorze, gdzie wszczęto prace jeszcze w 1961 roku. W 1963 roku Kazimierz Michałowski został przewodniczącym międzynarodowego komitetu ekspertów powołanego przez rząd Egiptu do ratowania świątyń skalnych w Abu Simbel. 
Po śmierci Kazimierza Michałowskiego, decyzją Senatu Uniwersytetu Warszawskiego z dnia 21 grudnia 1983 roku, Stacji Archeologii Śródziemnomorskiej UW w Kairze nadano jego imię. Prof. Michałowski wierzył, że aktualny poziom kultury danego kraju mierzy się tym, czy posiada on własne wykopaliska w Egipcie, stąd powołanie polskiej placówki naukowej działającej obok międzynarodowych renomowanych instytutów archeologicznych uważa się za największe osiągnięcie jego życia.
Ze względu na rozszerzenie badań archeologicznych o nowe stanowiska zdecydowano się na wprowadzenie zmian organizacyjnych i struktur administracyjnych Stacji. W 1986 roku w Warszawie powołano Centrum Archeologii Śródziemnomorskiej Uniwersytetu Warszawskiego im. Kazimierza Michałowskiego, któremu podlega Stacja w Kairze i ekspedycje archeologiczne w innych krajach regionu śródziemnomorskiego.
Obecnie (w 2017 roku) w Egipcie pracuje kilkanaście polskich ekspedycji archeologicznych. Co roku kilkuset polskich badaczy (archeologów, orientalistów, konserwatorów, antropologów, architektów) z kilku polskich instytucji naukowych bierze udział w badaniach na terenie Egiptu. Stacja mieści się w dwóch budynkach, położonych w niedalekiej odległości, oba w kairskiej dzielnicy Heliopolis (gdzie w starożytności mieściło się centrum życia religijnego Egiptu i największa świątynia państwa). Pierwszy, wynajmowany od 1959 roku (przy ul. Nazih Chalifa 14) oraz drugi, kupiony w 1994 roku ze środków Fundacji na rzecz Nauki Polskiej (przy ul. Mahalla 11).

## Zadania
Do zadań Stacji należą:
- zapewnienie sprawnego przebiegu prac archeologicznych i konserwatorskich polskich ekspedycji w Egipcie,
- reprezentowanie środowiska polskich badaczy, archeologów i konserwatorów wobec egipskich władz odpowiedzialnych za starożytność, przede wszystkim wobec Ministerstwa Starożytności, jak i innych ośrodków archeologicznych w Egipcie,
- rozwijanie i rozpowszechnianie wiedzy, poprzez organizację otwartych wykładów i seminariów dotyczących badań archeologicznych w Egipcie i polskich osiągnięć w tej dziedzinie, a także prowadzenie księgozbioru podręcznego – zapewniając w ten sposób gościom swobodny dostęp do najważniejszych publikacji na tematy związane z archeologią i historią Bliskiego Wschodu
- przy Stacji Badawczej w Kairze realizowane są stypendia naukowe dla studentów, magistrów i doktorantów, przyznawane przez Ministerstwo Nauki i Szkolnictwa Wyższego[11].

## Dyrektorzy Stacji
Funkcję dyrektora Stacji pełnili kolejno:
- Kazimierz Michałowski (1959–1981)
- Zofia Sztetyłło (1981)
- Waldemar Chmielewski (1982)
- Wiktor Andrzej Daszewski (1982–1991)
- Michał Gawlikowski (1991–2005)
- Zbigniew Eugeniusz Szafrański (2005–2015)
- Artur Obłuski (2015–2020)
- Anna Wodzińska (od 2020)

## Polskie ekspedycje badawcze na terenie Egiptu
- Polsko-Egipska Misja Archeologiczno-Konserwatorska na Kom el-Dikka w Aleksandrii – działająca od 1960 roku. Na terenie wykopalisk planowano budowę budynków użyteczności publicznej, jednak wyniki badań przekreśliły ustalone wcześniej plany[4]. Odkrycie jednej z głównych dzielnic starożytnego miasta, w której znajdowały się obiekty użyteczności publicznej (teatr, audytoria, sauny), stanowi jedno z największych osiągnięć polskiej archeologii śródziemnomorskiej. Amfiteatr w Kom el-Dikka to jedyny znany amfiteatr rzymski na terenie Egiptu[13]. Kom el-Dikka jest największym i najważniejszym stanowiskiem archeologicznym w Aleksandrii[14].
- Polska Misja Archeologiczna w Marina al-Alamajn – działająca od 1987 roku na terenie antycznego miasta i nekropolii[15]. W wyniku dwóch dekad prac badawczych określono plan urbanistyczny miasta. Budownictwo w Marina al-Alamajn nawiązuje formą do późnohellenistycznych domów greckich, także wystrój rzeźbiarski i malarski świadczą o powiązaniach ze światem greckim. Polska misja odsłoniła główne forum miasta, portyki o jońskich kolumnach, a także ulice, sklepy i bazylikę[16].
- Polska Misja Archeologiczna w Marea – badania prowadzone od 2000 roku. Odsłonięto kaplicę grobową i łaźnię, do której dostarczana była woda ze studni za pomocą urządzenia poruszanego przez zwierzę (sakijji). Obiekty datowane są na VI w., okres największego rozwoju miasta. Od 2003 roku misja koncentruje swe badania na wczesnośredniowiecznej bazylice bizantyjskiej (drugiej co do wielkości w Egipcie, po bazylice w Abu Mena[17]). W północno-zachodnim narożniku bazyliki archeolodzy odkryli skarb, składający się z kilkuset wykonanych z brązu monet[18].
- Polsko-Słowacka Misja Archeologiczna w Tall al-Rataba – działa od 2007 roku. Polscy badacze z Instytutu Archeologii UW we współpracy ze słowacką Aigyptos Foundation badają twierdzę z czasów ramessydzkich (okresu Nowego Państwa, XIII–XI wieku p.n.e.). Badacze identyfikują stanowisko z biblijnym Pithom[19]. Najważniejszym odkryciem jest jedyna znana stajnia z Trzeciego Okresu Przejściowego[20].
- Polska Misja Archeologiczna w Tall al-Farcha – polscy badacze otrzymali koncesję w 1998 roku. Stanowisko to umożliwia badaczom kompleksowe przebadanie zespołu osadniczego, którego początki związane są z kulturą dolnoegipską, kolejne etapy rozwoju wiążą się z ludnością kultury Nagada, zaś koniec przypada na zjednoczenie Dolnego i Górnego Egiptu. Upadek Tall al-Farchy, położonej z dala od szlaków wodnych, wynikał ze stopniowego zastępowania transportu karawanowego transportem wodnym[21].
- Polsko-Egipska Misja Archeologiczna w Sakkarze – działająca z przerwami od 1987 roku pod kierunkiem prof. Karola Myśliwca, po zachodniej stronie najstarszej piramidy świata, piramidy schodkowej Dżesera, zbudowanej ok. 2650 roku p.n.e. Przed rozpoczęciem prac wykopaliskowych w międzynarodowym środowisku archeologów przeważało przekonanie, że w pobliżu piramidy może znajdować się tylko starożytne wysypisko lub, w najlepszym wypadku, kamieniołom[22][23]. Pomimo to polscy archeolodzy pod kierunkiem prof. Karola Myśliwca odkryli wykute w skale grobowce wysokich rangą dostojników faraona, m.in. grobowiec wezyra Merefnebefa (odkryty w 1997 roku) oraz Nianchnefertuma, kapłana i zaufanego sekretarza faraona (odkryty w 2003 roku), bogato zdobione polichromowanymi reliefami[23].
- Polska Misja Archeologiczna w Naklun (Dajr al-Malak) – badania prowadzone od 1986 roku pod kierunkiem prof. Włodzimierza Godlewskiego na terenie klasztoru Archanioła Gabriela, nekropolii, a także w eremach. Wśród materiału archeologicznego znaleziono ceramikę, fragmenty szat, wyroby plecionkarskie, a także dokumenty pisane: listy, kodeksy, teksty literackie, psalmy i fragmenty ewangelii. Odnalezione zapisy w językach koptyjskim, greckim, arabskim i łacinie świadczą o ciągłości funkcjonowania klasztoru i o poziomie edukacji mnichów[24].
- Polsko-Egipska Misja Archeologiczno-Konserwatorska w świątyni Królowej Hatszepsut w Ad-Dajr al-Bahri – badania prowadzone od 1961 roku. Głównym zadaniem ekspedycji była „rekonstrukcja podupadłej w ruinę wspaniałej budowli i przywrócenie jej dawnego blasku”[25]. W 2002 roku świątynia została udostępniona zwiedzającym.
- Polska Misja Archeologiczna w Szejch Abd al-Gurna (misja „Eremu”) – misja założona w 2003 roku, zajmuje się badaniem grobowców dostojników z czasów Średniego Państwa w Tebach Zachodnich. W czasach późniejszych grobowce ponownie użyto do pochówków. Na ich terenie w VI–VIII wieku n.e. istniał koptyjski erem (pustelnia)[26]. Do najcenniejszych znalezisk zalicza się fragment lnianego płótna z namalowanymi tuszem hieroglifami, dar Ptolemeusza XII, ojca Kleopatry, dla pobliskiej świątyni w Dajr al-Madina.
- Amerykańsko-Polska Misja w Berenike i na Pustyni Wschodniej – wykopaliska prowadzone od roku 2008, pod kierownictwem prof. Stevena E. Sidebothama (Uniwersytet Delaware) i Iwony Zych (Centrum Archeologii Śródziemnomorskiej UW) w ruinach ptolemejsko-rzymskiego portu nad Morzem Czerwonym. Port zbudowano w III w. p.n.e., aby sprowadzać do Egiptu słonie z terenów dzisiejszego Sudanu, z Erytrei i Etiopii[27]. Inne z celów podróży statków handlowych wypływających z portu znajdowały się w Indiach, z których przywożono przyprawy i kamienie szlachetne, oraz w Chinach, skąd sprowadzano jedwab. Z Arabii transportowano kadzidła i mirrę. Z portu towary transportowano drogą lądową do Koptos nad Nilem (współczesny Kift), a następnie drogą wodną do Delty Nilu i dalej, do Rzymu. Na peryferiach portu archeolodzy odkryli cmentarz zwierząt domowych (kotów, psów, małp)[27].
- Projekt Oaza Ad-Dachila – działający od 1985 roku. Oaza Ad-Dachila w południowo-zachodniej części Egiptu jest największą galerią sztuki naskalnej we wschodniej Saharze. Projekt obejmuje rekonesans oraz dokładną inwentaryzacje oraz dokumentację rysunkową i fotograficzną znalezisk (m.in. przedstawień żyrafy, antylopy oryks, byka). Najstarsze petroglify pochodzą z okresu pomiędzy 8000–3000 p.n.e.[28]
- Projekt konstrukcyjno-konserwatorski w kompleksie „Emir Kurkumas” w Kairze – projekt prowadzony w latach 1972–2000[29]. Imponujący kompleks wzniesiony przez Kurkumasa w pierwszej dekadzie XVI wieku był nie tylko budowlą grobową właściciela, ale jako część jego religijnej fundacji (tzw. waqf) mieścił szkołę koraniczną, budynek konwentu sufich, a także pomieszczenia rezydencyjne emira[4][30].